# Entusiasme
Entusiasme er en følelse af iver og interesse.
Bruges ofte om en følelse med en hobby eller i arbejdslivet og opfattes som regel som en positiv følelse. At være entusiastisk er typisk noget, man er i forhold til en opgave eller et problem. Bruges sjældnere om følelser mellem mennesker.